# Ayin
Ayin, även ajin, (ע) är den sextonde bokstaven i det hebreiska alfabetet.
Ljudmässigt representerar det en tonande faryngal frikativa. Det tecknas i IPA som [ʕ].
ע har siffervärdet 70.